# Green Economy
Als Green Economy wird eine an ökologischer Nachhaltigkeit, wirtschaftlicher Profitabilität und sozialer Inklusion ausgerichtete marktbasierte Wirtschaftsweise verstanden.
Der Begriff wird vor allem im internationalen Diskurs um Nachhaltigkeit verwendet und ergänzt folgt denselben Paradigmen wie das Konzept der nachhaltigen Entwicklung. Auf der Konferenz der Vereinten Nationen über nachhaltige Entwicklung (UNCSD) 2012 diente die Green Economy neben den institutionellen Rahmenbedingungen nachhaltiger Entwicklung als eines von zwei Leitthemen.
Das Konzept der Green Economy ist eng verwandt mit dem Green New Deal, aus dem es teilweise hervorgegangen ist, und hat diesen als Leitbegriff in der internationalen Diskussion inzwischen weitgehend abgelöst. Inhaltlich lassen sich Kerngedanken der Green Economy vor allem auf die seit den 1980er Jahren wirkende Schule der ökologischen Modernisierung zurückführen.

## Definition
Bei den Vorbereitungen zur UNCSD, die vom 20. bis zum 22. Juni 2012 in Rio de Janeiro stattfand, ist die Green Economy vom damaligen UN-Generalsekretär Ban Ki-moon als ein Ansatz umschrieben worden, „der unter einem Banner die gesamte Bandbreite wirtschaftlicher Politiken mit Relevanz für nachhaltige Entwicklung“ vereint. Seither wurden viele Definitionen von verschiedenen Organisationen dazu entwickelt, jedoch gibt es bislang noch keinen umfassenden Konsens bezüglich der begrifflichen Definition von Green Economy und deren Teilbereichen.
Das Umweltprogramm der Vereinten Nationen (UNEP), das bei der konzeptionellen Weiterentwicklung der Green Economy federführend mitgewirkt hat, definiert diese als eine Wirtschaftsweise, die „menschliches Wohlergehen steigert und soziale Gleichheit sicherstellt, während gleichzeitig Umweltrisiken und ökologische Knappheiten erheblich verringert werden.“ In einfacher Form könne eine Green Economy demnach als eine Art zu wirtschaften verstanden werden, die CO2-arm, ressourceneffizient und sozial inklusiv sei. Es sei zugleich wichtig zu verstehen, dass es diesbezüglich keinen globalen Ordnungsrahmen gebe, der dabei helfe, die Green Economy und ihre Umsetzung zu planen, zu priorisieren und zu messen, und dass ebenso wenig globale Regierungsführung vorhanden sei. Öffentliche und private Investitionen flössen in einer Green Economy vor allem in Maßnahmen, die Kohlendioxid-Emissionen sowie Umweltverschmutzung senken, Energie- und Ressourceneffizienz erhöhen und die Abnahme von Artenvielfalt und Umweltdienstleistungen verhindern würden, so die Vereinten Nationen.

## Stakeholder-Diskussion in Deutschland
Im September 2012 veranstalteten das Bundesministerium für Bildung und Forschung (BMBF) und das Bundesministerium für Umwelt, Naturschutz und Reaktorsicherheit (BMU) die Konferenz „Green Economy – Ein neues Wirtschaftswunder?“ und wollten damit einen „Agendaprozess Green Economy“ anschieben. Ziel sollte die Formulierung einer Forschungsagenda für eine Wirtschaftspraxis nach nachhaltigen Kriterien sein. Darüber hinaus geht es um Rahmenbedingungen und Instrumente für sogenannte „grüne Innovationen“ und Governance-Fragen. Als Ergebnis wurde die „Forschungsagenda Green Economy“  im November 2014 der Öffentlichkeit vorgestellt.
An dem Papier arbeiteten zahlreiche Lobbyverbände mit, dazu gehörten: Bundesverband der Deutschen Industrie e. V. (BDI), Bundesverband deutscher Banken, Bundesvereinigung der Deutschen Arbeitgeberverbände (BDA), Deutscher Gewerkschaftsbund (DGB), Deutscher Industrie- und Handelskammertag e. V. (DIHK), Deutscher Naturschutzring (DNR), Deutscher Städtetag, Finanz-Forum: Klimawandel, Germanwatch e. V., Stiftung 2°, Verbraucherzentrale Nordrhein-Westfalen, Verein für Umweltmanagement und Nachhaltigkeit in Finanzinstituten e. V. (VFU).